# 시흥 흉기 사건
시흥 흉기 사건은 2025년 5월 19일 오전 9시 34분  경기도 시흥시 정왕동에서 일어난 사건이다.
50대 남성이 여주인에게 흉기를 휘두르고 1명이 사망했는데 인근에서도 유사한 사건이 발생했던 것으로 확인되어 경찰이 용의자를 추적했다.
용의자는 숨진 피해자 차량을 훔쳐 운전한 사실이 밝혀졌다.
오후 7시 25분 용의자가 경찰에 검거되었다.

## 반응
경기도 시흥시와 경찰은 시민들에게 재난문자를 발송했다.